# Aeropuerto de Hiroshima
El Aeropuerto de Hiroshima (広島空港 Hiroshima Kūkō?) (IATA: HIJ, OACI: RJOA) es un aeropuerto ubicado en la ciudad de Mihara, Prefectura de Hiroshima, Japón. Emplazado a 50 km al este de Hiroshima, es el mayor aeropuerto de la Región de Chūgoku.

## Aerolíneas y destinos
- Air China | Beijing-Capital, Dalian
- All Nippon Airways | Okinawa, Tokio-Haneda
- All Nippon Airways operado por Ibex Airlines | Sendai, Tokio-Narita
- Asiana Airlines | Seúl-Incheon
- Continental Airlines operado por Continental Micronesia | Guam
- China Airlines | Taipéi-Taoyuan
- China Eastern Airlines | Shanghái-Pudong
- China Southern Airlines | Dalian
- Japan Airlines | Sapporo-Chitose, Tokio-Haneda

## Estadísticas
El aeropuerto mostró una sostenida ebvolución en cuanto al número de pasajeros a los que brindó servicios.
| Año  | Pasajeros | Año  | Pasajeros |
| ---- | --------- | ---- | --------- |
| 1995 | 2.652.270 | 1998 | 2.989.733 |
| 1996 | 2.761.389 | 1999 | 3.263.171 |
| 1997 | 2.849.670 | 2000 | 3.330.770 |